# Волочиський район
Волочи́ський райо́н — колишній район на заході Хмельницької області. Центр — місто Волочиськ. Ліквідований 17 липня 2020 року і увійшов до складу Хмельницького району.

## Географія
Площа району становить 1,1 тис. км².
Межував на півночі з Теофіпольським, на сході із Красилівським і Хмельницьким, на півдні з Городоцьким районами Хмельницької області, на заході з Тернопільською областю (Лановецький і Підволочиський райони).
Територією району течуть річки Бужок, Грабарка, Збруч, Случ, Ушука та інші. У районі бере початок річка Південний Буг (біля села Кушнірівка Холодецької сільської ради). Через район проходять залізниця Гречани — Тернопіль і автошлях E50 Ужгород — Тернопіль — Кропивницький — Донецьк.
У районі 3 об'єднаних громади і 6 сільських рад; 1 місто, 2 селища міського типу і 83 сіл.

## Історія
- 1796—1923 — волость Старокостянтинівського повіту Волинської губернії Російської імперії.
- 1923—1930 — район Проскурівської округи Подільської губернії (до 1925) Української СРР.
- 1930—1932 — район республіканського підпорядкування
- 1932—1937 — район Вінницької області УСРР.
- 1937—1954 — район Кам'янець-Подільської області.
- 1954—1991 — район Хмельницької області Української СРР.
- 24.08.1991—17.07.2020 — район Хмельницької області України.

У січні 2009 року з обліку було зняте село Дзержинське.
Багаті землі басейну р. Збруч ще в давнину приваблювали наших предків. В околицях Волочиська відомо чимало стародавніх поселень. Є городища на березі р. Збруч, в Ожигівцях, Маначині, були поселення біля Копачівки, Видави, Бронзівки.
Волочиськ належить до стародавніх поселень. Спочатку це поселення називалось Волочище. Походить ця назва від слова «волочити», тобто перетягувати волок. За часів Галицько-Волинського князівства і в наступні віки тут проходив торговельний шлях з Заходу на Схід. Щоб перебратися через ріку і її заболочені береги купцям доводилось волочити свої вантажі. На цьому шляху (на лівому і правому березі Збруча) виникло два поселення з однойменною назвою — Волочище. Пізніше мабуть як молодше, поселення правого берега Збруча було перейменоване на Підволочиськ.
В стародавній період територію сучасного Волочиська заселяли слов'янські племена -волиняни. В IX і X ст. ця місцевість належала до Київської Русі, пізніше — до Галицько-Волинського князівства.
В 1241 році, цю місцевість захопили і спустошили монголо-татари, які йшли з Києва для загарбання Галичі. В1254-1255 роках галицько-волинські війська в районі Волочиська нанесли велику поразку монголо-татарам, після якої вони змушені були звільнити значну територію Волині і Поділля. Але через деякий час, внаслідок нової навали монголо-татар, територія Волочиська надовго попадає під іноземне іго.
В другій чверті XIV ст. місцевість Волочиська в складі Волині була захоплена Литовським князівством. В цей період Волочиськ входив до складу Кузьминського повіту. Який охоплював територію південної Волині.
Вперше згадується Волочиськ під назвою села Волочище в Подільському акті князів Збаразьких від 9 липня 1463 року. До цього село Волочище належало Волинському магнатові князеві Василю Збаразькому, після смерті якого, за подільчим актом 1463 року, воно перейшло у володіння його сина Семена Збаразького.
Недалеко від Волочиська в південній частині цього краю, проходив «Чорний шлях» один з головних шляхів татарських набігів на українські землі. В кінці XV століття кримська орда сильно спустошила Кузьминський повіт вціліла лише незначна кількість поселень.
Татари захопили і Волочиськ. Князі Збаразькі в 1572 році брали участь в битві з татарами під Вишнецем в результаті якої їм вдалося повернути назад собі Волочиськ.
В 1518 році Волочиськ переходить по спадщині у володіння маршалку землі Волинської князю Костянтину Івановичу Острозькому. Але незабаром він знову повертається у володіння князів Збаразьких. В 1545 році Волочиськом володіє князь Михайло Збаразький. З цього часу село в документах іменується вже Волочиськом.
В всередині XVI ст. у Волочиську розвивається торгівля, він починає торгувати з іншими містами України. Сюди приїжджають купці з міст Кременця, Збаража та інших. Кременецькі купці скаржились на князя Михайла Збаразького, що він у Волочиську велике мито від воза бере. У Волочиськ завозили гончарні, камінні, дерев'яні, залізні, текстильні і ремінні вироби, звідси вивозили зерно, худобу, шкіри.
Вступивши в торговельні зв'язки з містами України, Волочиськ зростає економічно. В 1557 році поміщик князь Владислав Андрійович Збаразький одержав від уряду право на закладання у Волочиську містечка. В 1583 році у Волочиську (він уже в документах іменується містечком) нараховувалось 135 димів і 675 жителів. В цей час Волочиськ перетворюється у торгівельно-ремісниче містечко багато жителів якого займаються торгівлею і ремісництвом.
Так в 1563 році в містечку було 23 ринкових двори, що займалися перекупкою, 16 ремісничих дворів, з яких 3 двори лубників і 3 пекарів. Широкого розвитку набуває мукомольне виробництво і ґуральництво. У волочиському маєтку в 1570 році було 8 млинів і 8 гуральних котлів.
В 1569 році Волочиськ попадає під іго нових іноземних завойовників — польських панів. З цього часу аж до 1793 року містечко входило до складу Кременецького повіту Волинського воєводства.
Жорстока експлуатація поміщиків, часті напади іноземних загарбників розоряли населення містечка. Як свідчать документи того часу населення Волочиська в 1580 році сильно потерпіло від пожежі. Польські жовніри спалили майже все містечко, люди стали настільки бідними, що навіть через три роки після цього не могли сплатити податку. В 1583 році в містечку, крім торгівельно-ремісничих домів, нараховувалось 42 бідних халупи, жителі яких вели злиденний спосіб життя.
В південну Волинь в 1593 році вторглися кримські татари, які суцільно спустошили міста і села цього краю. В 1595 році в районі Волочиська загін С. Наливайка розгромив ватагу кримських татар.
З метою дальшого пригноблення українського народу польський уряд створює в кінці XVI ст. на Волині волості. З цього часу Волочиськ стає волосним центром. До складу Волочиської волості в 1629 р. Входило 14 навколишніх сіл: Поляни, Головчинці, Канівка, Морозівка. Лозова, ст. Рзія, Супрунів. Мислова, Нимиренці, Федірки, Завалійки, Курники, Криваченці і Промна, в яких разом із Волочиськом нараховувалось 409 димів. В самому Волочиську тоді було 198 димів. Волочиськом з усіма прилеглими до нього селами володів великий волинський магнат князь Юрій Збаразький каштелян Краківський.
Зі смертю Ю. Забаразького погас рід князів Збаразьких і Волочиськ по спадщині в 1631 р. Переходить у володіння князів Вишневецьких.
Панська шляхта, нові магнати в другій чверті XVII ст. значно посилили гноблення жителів містечка. Життя ставало нестерпним. Це обумовлювало активну участь місцевого населення у визвольній війні українського народу в 1648—1654 рр. Волочиськ був у змові з Запорізьким військом. Він стає центром організацій визвольного руху у волості. На поч. 1648 р. у Волочиську був створений таємний осередок, який готував повстання проти польської шляхти. Тоді ж місцеві жителі вбили шляхетського пана.
Жителі містечка зазнали не тільки національного, але й релігійного гніту польської шляхти, яка сильно насаджувала католицизм.
Тому у визвольну війну активно включилося і православне духовенство. На польському суді козацький посланець по організації селянських повстань Ярема Концевич зізнався: «У Волочиськах є піп, два сини якого у козаках — вони убили свого пана».
У вересні 1648 року козацькі війська Богдана Хмельницького, розгромивши польську армію під Пилявцями, звільнили Волочиськ з-під польсько-шляхетського ярма. Та радість людей була не довго. В травні 1649 р. польські війська під командуванням коронного гетьмана Ланцкаронського пройшли поблизу Волочиська і укріпилися в Купелі. Козацькі війська в червні 1649 року знову вигнали поляків з цього краю. В цей час частина козацьких військ Б. Хмельницького, переслідуючи противника, пройшла із Меджибоша через Волочиськ на Зборів.
В 1653 році через Волочиськ знову пройшли козацькі війська Б. Хмельницького, що вирушили із Бара до Жванцю. Але Волочиськ не був возз'єднаний з Росією в 1654 р. За Зборовським договором він залишився і надалі під владою шляхетської Польщі.
В 1653 р. в край з під Жванця ринули татарські орди. Вони спалювали будівлі вбивали і забирали в полон людей.
В липні 1657 року біля Волочиська польські війська під командуванням Чарнецького напали на відступаючий козацький загін Ю.Ракоція, який переправлявся через р. Збруч. Козаки розвалили греблі і залили долину водою, чим ускладнили переправу і наступ полякам.
Незважаючи на величезні спустошення, вчинені татарами, турками і польсько-шляхетськими військами в 17 ст. Волочиськ не припинив свого існування.
З затуханням роду князів Вишневецьких з 1695 р. Волочиськом по спадщині став володіти їх родич Юзеф Потоцький, воєвода Київський. В 1772 р. Юзеф Потоцький продав Волочиськ разом з іншими маєтками коронному маршалу Фрідріху Мошинському за 1700тис. злотих. Фрідріх Мошинський був один з великих польських магнатів, власністю якого було 1694 тис. десятин землі. 30682 кріпаки, багато крамниць і промислових підприємств.
В березні 1793 р., в результаті другого розділу Польщі, Волочиськ назавжди був воз'єднаний з рідними українськими землями. З березня 1793 року по травень 1795 р. Волочиськ входив до складу Ізяславського намісництва, після цього до Базалійського повіту Подільської губернії, а з серпня 1797 року аж до 1923 року, будучи центром Волочиської волості, належав до Старокостянтинівського повіту Волинської губернії.
8 серпня 1795 року у Волочиську була створена митниця. З того часу Волочиськ стає важливим пунктом у зовнішній торгівлі Росії. Через цю митницю вивозили з Росії різні сільськогосподарські продукти, велику рогату худобу, вовну. Із-за кордону переважно з Австрії ввозили камінні вироби, точила, коси, скло, столярні вироби, меблі, цитрусові, мінеральні води. На заході Росії з сухопутних митниць Волочиську належало перше місце по вивозу зерна. У 80 роках 19 століття звідси щорічно вивозили по 4-6 мільйонів пудів зерна пшениці й жита, А всього вивіз товарів у 1879—1883 рр. В середньому складав 11,7 млн карбованців. У Волочиську в 60 роках 19ст. Постійно перебувало до 60 комісіонерів закордонних купців, які заключали торговельні угоди з російськими купцями.
В кінці 18 і на початку 19 ст. граф Фрідріх Мошинський заклав у Волочиську волосний банк, збудував п'ятиповерховий кам'яний палац, приміщення школи, а також збудував палац на 4 версти на схід від містечка, поклавши цим самим початок новому поселенню, яке було названо його іменем — Фрідрихівкою. В 1866 році в с. Фрідрихівці уже налічувалося 58 дворів і 167 ревізьких душ (дорослих чоловіків).
До початку 19 ст. населення містечка було зовсім не писемним, до цього часу тут не було ніяких шкіл. Лише в 1801 році у Волочиську була відкрита однокласна школа, в якій навчалась невелика кількість дітей багатих міщан.
Перед початком війни з наполеонівською Францією, за розписом М. І. Кутузова, в 1805 році у Волочиську розміщався Санкт-Петербурзький козачий полк Першої (Подільської) армії, якою командував М. І. Кутузов.
З 1816 року Волочиськом став володіти далекий родич Фрідріха граф Гнат Мошинський, в якого у цьому маєтку в 1823 році налічувалось 2352 чоловіки кріпаків. Пізніше небагато часу Волочиськом володів його син Петро Мошинський.
Волинський губернський маршалик Петро Мошинський брав участь у декабристському русі. Він належав до таємного «Товариства об‘єднаних слов‘ян», організованого на Волині. Головною метою цього товариства було звільнення народу від самодержавства і кріпосництва.
У Волочиськ П. Мошинський не повернувся, бо дружина від нього відмовилася і, не чекаючи його повернення, вийшла заміж за другого. Волочиськ залишився у її володінні, а пізніше став власністю її дочки — Юзефії Мошинської.
Одна біда за другою звалювалась на голови волочиських селян. З метою ще більшого закріпачення селян у 1836 році поміщиця Мошинська в своєму маєтку провела нове розмежування полів, по якому зробила нову нарізку землі для селян. Поміщиця відвела селянам землі значно гіршої якості, ніж вони користувалися до цього часу. Під виглядом землі вона дала селянам зарослі. Крім цього, скупа поміщиця набагато зменшила розмір селянських наділів. Ці кріпосницькі дії поміщиці викликали велике обурення волочиських селян. Вони виступили на боротьбу за захист своїх інтересів, за повернення їм старих земельних наділів. У знак протесту селяни категорично відмовилися від нових наділів і відробляти панщину, оголосивши себе вільними.
Документи свідчать, з якою жорстокістю розправлялась поміщиця з страйкуючими селянами. Їх заковували в кайдани, протягом довгих років тримали в тюрмах, піддавали жорстокому покаранню, не допускали підвозу в містечко хліба, жителів містечка віддавали в рекрути за всі села волочиського маєтку, провадили масові обшуки. Але ніяка розправа, ніякі жорстокі катування, вчинені кріпосниками, не зламали волі волочиських селян. Вони героїчно вистояли і продовжували боротьбу за землю. В результаті дальшого загострення селянських антикріпосницьких виступів поміщиця в 1840 році перевела економуправу із Волочиська в с. Фрідрихівку.
У 1844 році поміщиця клопотала перед генерал-губернатором перевести волочиських селян у стан «зобов‘язаних», тобто прикріплених до поміщицької землі, які повинні були відробляти панщину, хоч при цьому вона втрачала право продавати їх. Але селяни відмовились перейти в стан «зобов‘язаних». Вони подали на поміщицю в суд, скаржились в різні органи, щоб примусити її повернути землю, але феодальні закони були на боці кріпосника, і справа вирішувалась в його інтересах.
У 1847 році волинський губернатор зробив спробу примирити поміщицю з селянами, примушуючи останніх відмовитись від своїх вимог. Але селяни не переставали вимагати старих земельних наділів і далі відмовлялись працювати на панщині.
1848 року царським урядом проводився інвентарний опис поміщицьких земель і селянських наділів. Поміщиця записала волочиських селян в інвентар огородниками, тобто безземельними. Таким чином, волочиські селяни були зовсім позбавлені наділів і перетворені у жебраків, люмпен-пролетарів. Крім польової землі, у них були відібрані пасовиська і вигони.
У цьому ж 1848 році волочиських селян, розорених поміщицею і виснажених від постійного голоду, спіткало ще одне страшне лихо — в містечку появилася епідемія холери. Ні лікарів, ні ліків не було. Під час цієї епідемії у Волочиську померло 112 чоловік. Епідемія в містечку повторилась в 1855 і 1866 роках, від якої померло 63 чоловіки.
Важке життя селян, відсутність медичної допомоги було причиною високої смертності населення. Так, в 1844—1853 рр. смертність людей у Волочиську становила 118 процентів до числа народжених, а в 1854—1861 рр. — 105 процентів.
Боротьба волочиських селян за землю не припинялась. Довівши до певного розорення і зубожіння селян, графиня Шембек, дочка поміщиці Мошинської, боячись нового піднесення селянських заворушень, в 1861 році продала волочиський маєток графині Анелі Ледоховській. У маєтку нараховувалось 12 242 десятини землі і 2 911 чоловік кріпаків.
Не принесла радості волочиським селянам і реформа 1861 року. Згідно «Положень» про реформу, їм належало повернути у викуп земельні наділи, якими вони користувались раніш. Але поміщиця Ледоховська відмовилась скласти викупний договір з селянами і виділити їм польову землю.
Поміщиця посилалась на те, що земля у них нібито була відібрана до «інвентарних правил» 1847 року і по законах реформи у наділ для викупу не підлягає.
В усі кінці писали волочиські селяни після реформи, щоб вирішити питання про наділ їх землею. Проходили десятки років, але «волочиська справа», як іменували цю переписку в державних канцеляріях, так і не вирішилась. Зрештою, в листопаді 1880 року селяни м. Волочиська за рішенням Волинського губернського правління, одержали право на викуп польової землі. Не гаючи часу, вони самі приступили до наділення. За землю селяни заплатили поміщиці 14 247 карбованців і повинні були платити щорічно протягом 49 років по 960 карбованців 48 копійок. Та радість була недовгою — поміщиця оскаржила рішення губернського правління царю і воно було відмінене.
Селяни знову і знову писали, щоб наділити їх землею. Писали губернатору, міністру внутрішніх справ, головному комітету по влаштуванню сільського стану, царю. З біллю в серці читаються оплакані рядки цих листів.
У листі на ім‘я царя селяни писали: «Ми бідуємо під гнітом нужди і горя, упадаємо духом і нікому підтримати нас. Полегшили б своє горе слізьми, та сліз не вистачає нам оплакувати нашу крайню обіду… Сама остання, надія на правосуддя вашої імператорської високості… Всю справу нашу по суті, можна сказати в кількох коротких словах: нас пограбували, тобто насильно відібрали від нас останній кусок хліба — майже весь громадський наділ землі, здавна нам наданий… І таким чином піддали нас, біля тисячі селян, крайній нужді і горю… Але невже настільки велику обіду нам нанесену, через стільки років не повинно бути справедливого суду, щоб задовольнити нас?..»
На листи, адресовані царю, генерал-губернатор Дрентельн в 1882 р. І в 1883 р. Дав відповіді, що «селяни ці не мають навіть морального права на польовий наділ» так як вони «проживають в прикордонному містечку» і що «їх клопотання, як безпідставне, залишене без наслідків». Він запропонував волинському губернатору «внушити волочиським селянам, що вони даремно турбували великого князя своєю безпідставною просьбою». Крім цього, волинський губернатор повідомив волочиських селян, щоб вони більше нікуди не писали, бо їх клопотання будуть залишатися без наслідків і відповіді їм ніхто ніякої давати не буде. Так, «волочиська справа», яка вирішувалась майже п‘ятдесят років, була закрита. Остаточно розорені і зубожілі довголітньою боротьбою з поміщиками за землю, волочиські селяни так і залишилися без землі, аж до днів революції 1917 р.
З розвитком у Волочиську торгівлі, ремісництва та виникненням промислових підприємств зростає кількість його жителів, особливо за рахунок єврейського.
В 1860 році тут налічувалось 2 576 жителів і 387 домів. В цьому році єврейське населення складало 49 %, а в 1870 році — уже 58 %. Воно в основному займалося торгівлею і ремісництвом.
В другій половині ХІХ ст. у Волочиську виникає ряд промислових підприємств. В 1860 році уже працював пивоварний завод, який виробляв за рік 9 000 відер продукції на суму 900 карбованців, і свічковий завод, річне виробництво продукції якого становило 600 карбованців. В 1870 році був збудований волочиський цукровий завод, яким володіло німецьке товариство «Збруч».
В 1870 році через Волочиськ була прокладена залізниця, яка стала з‘єднувати Київ зі Львовом. Тоді ж було закінчено будівництво Волочиської залізничної станції. Підволочиськ був сполучений з Волочиськом, і це була перша колія, що поєднала Галичину зі Східною Україною.
4 листопада 1871 р. було відкрито залізницю до Підволочиська і Волочиська. Збулася мрія тих, хто прагнув з'єднати Чорне море з Балтійським, починаючи від Карла V і закінчуючи акціонерами товариства: з'явилась пряма артерія Одеса-Гамбург. І була вона в руках галицького товариства. По ній перевозилось подільське збіжжя і худоба, чесько-моравське вугілля, продукти промислового виробництва Австрії і Німеччини.
Залізниця Львів-Красне-Золочів-Тернопіль-Підволочиськ-Волочиськ стала для Галичини першою справді міжнародною лінією.
По-перше тому, що Австрія домовилась таким чином з Росією про сполучення Львова з Одесою через надзбручанський міст, а, по-друге, тому, що лінія ця прямувала далі на захід — через Краків і Вроцлав до Гамбурга.
З цього часу через Волочиськ значно зростає зовнішня торгівля Росії. Якщо в 1857 році через Волочиську митницю було вивезено товарів на суму 191 тис. карбованців і ввезено на суму 20,9 тис. крб., то в 1912 році вивіз складав 22,3 млн карбованців і ввіз 11,7 млн карбованців.
1 вересня 1876 року у Волочиську і Фрідрихівці було відкрито церковно-парафіяльні школи. Учителями в них працювали випускники Волочиської однокласної школи. За навчання, як і в однокласній школі, треба було платити. Тому воно для дітей бідних селян було недоступним.
З 1880 року у Волочиську працює телеграф.
У травні 1881 року у Волочиську і Фрідрихівці відбувся єврейський погром, спровокований царським урядом. Погромники декілька днів нападали на єврейські будинки, крамниці, майстерні, били людей, відбирали в них гроші.
1890—1891 рр. виявились неврожайними, у Волочиську і багатьох селах з нового врожаю навіть не поверталось насіння. 1892 рік теж був посушливим, маловрожайним. В ці роки люди голодували. Життя їх стало важким.
8 серпня 1892 року до Волочиська прибули великі групи галицьких селян, що масово переселялись з Австрійської імперії в Росію. Жорстока експлуатація поміщиків, що перейшла всякі межі, як розповідали переселенці, мізерна плата за роботу, постійний голод, повне безправ‘я — все це робило нестерпним життя галицьких селян і вони змушені були залишати рідні краї і масово переселятися на територію Росії. Багато людей прибуло зовсім без речей, без куска хліба. Біда примусила їх найматися на роботу поденно за мізерну плату.
Великий приплив в містечко робочої сили зробив її дешевою, заробітна плата дуже знизилась.
В 1893—1894 рр. у Волочиську перебував російський письменник О. І. Купрін. Тут він проходив військову службу в 46-му Дніпровському піхотному полку. Перебуваючи на військовій службі у Волочиську, Купрін формувався як письменник-реаліст. У Волочиську він працював над оповіданням «Дознание», своїм першим реалістичним твором, в якому була засвідчена безумовна талановитість молодого письменника. В цьому оповіданні автор засудив і гнівно затаврував царських офіцерів позбавлених всяких ідеалів, які жорстоко поводилися з солдатами. З Волочиська Купрін вів переписку з Петербурзьким журналом «Русское богатство».
Економічне становище жителів Волочиська наприкінці ХІХ та на початку ХХ ст.. залишалося тяжким. З великої маси безземельних селян 88 чоловік в 1899 році займалися ремісництвом, із них 35 — працювали мулярами, 30 — шевцями, 15 — теслярами, 5 — ковалями, 2 — кушнірами, 1 — кравцем. Вони змушені були кожний день шукати собі заробітку. Селяни, які мали коні, перевозили вантажі на станцію і митницю. Чимало з них займалося торгівлею, тобто перекупкою різних продуктів.
Через відсутність пасовищ, корів у селян майже не було. Убогими виглядали селянські хати. Зліплені з глини, покриті соломою, складалися з однієї кімнати, підлога в кімнаті вибивалася із землі.
Взимку палити не було чим. Для палива селяни збирали у невеликому поміщицькому лісі біля Фрідрихівки обпале листя, за один віз якого мусили два дні відробляти поміщику.
Одяг селяни носили із самотканного полотна, рідше із сатину і ситцю. Масове жебрацтво — постійний супутник жителів старого Волочиська.
На 1 січня 1899 року у Волочиську налічувалось 510 дворів і 3 378 жителів. Не дивлячись на наявність в містечку двох шкіл, письменних в 1899 році було лише 325 чоловік, тобто менше 10 відсотків. Із цієї кількості читати і писати вміло 204 чоловіка і тільки читати 121 чоловік.
В кінці ХІХ ст. лікарів у Волочиську не було. За медичною допомогою селяни зверталися до бабів-шептух, які «лікували» хворих нашіптуванням, травами, п‘явками і горшками.
Клубів і бібліотек в містечку не було. Єдиним місцем дозвілля для бідноти була корчма.
На початку ХХ ст. Волочиськ стає одним із важливих пунктів транспортування із-за кордону марксистської літератури. В 1901—1903 рр. із-за кордону в Росію перевозилась по залізниці ленінська газета «Искра».
В липні 1903 при спробі перевезти нелегальну літературу через кордон Російської імперії заарештований у Волочиську і ув'язнений в Лук'янівській тюрмі Володимир Винниченко (26.7(7.8).1880) — 6.3.1951) — відомий український громадсько-політичний і державний діяч, визначний письменник.
В 1905—1907 рр. у Волочиську відбулися селянські заворушення. Селяни виступили за розподіл поміщицької землі. В містечку серед селян була створена революційна група «Експропріаторів», метою якої було насильне відняття землі у поміщиків. Одного із організаторів цієї групи селянина А. І. Добруха 19 лютого 1907 року поліція заарештувала. Революційні виступи волочиських селян підтримали робітники цукрового заводу.
У період революції 1905—1907 рр. в Росію через Волочиськ з-за кордону доставлялась зброя. Неодноразово в ці роки вдавалося поліції затримувати у Волочиську контрабандистів по перевезенню зброї в Росію. Провозом зброї займалися провідники кур‘єрського поїзда «Волочиськ — Баку».
В 1909 році у Волочиську нараховувалось 546 дворів і 5 668 жителів.
З початку ХХ ст. аж до першої світової війни помітно зростає промисловість Волочиська. В 1913 році Волочиський цукровий завод досяг виробництва продукції до 1,5 мільйонів карбованців на рік і працювало тут 650 робітників.
Пивоварний завод графа Л. Я. Лєдоховського виробляв продукції за рік на суму 32 тисячі карбованців. На заводі працювало 8 робітників. Цегельний завод, яким володіла поміщиця Н. П. Олєйнікова, давав продукції на суму 18 тисяч карбованців за рік і тут працювало робітників 21 чоловік. Разом з розширенням виробництва промислової продукції на існуючих заводах виникають нові промислові підприємства. В 1913 році у Волочиську працювала фабрика залізних печей, володіли якою Гуни. Вона за рік виробляла продукції на суму 18 тисяч карбованців. Працював також невеликий миловарний завод, тютюнова фабрика, водяний млин, який переробляв до 12 тисяч пудів зерна на рік, і багато кустарних промислів.
Життя волочиських селян напередодні першої світової війни, як і раніше, було нестерпним. Майже вся земля знаходилась в руках поміщиків. Граф Л. Я. Лєдоховський тримав 921 десятину землі, копачівська поміщиця Н. П. Олєйнікова — 544 десятини, акціонерне товариство цукрового заводу — 60 десятин, церква — 39 десятин. В той же час переважна більшість селян була безземельною і лише незначна частина мала по 1 — 2 десятини землі. Та й цих ділянок селяни не мали чим удобрити і своєчасно обробити, тому й врожаї збирали дуже мізерні — по 36 — 48 пудів зерна з десятини.
Шукаючи кращої долі, частина селян вирушила за кордон у США і Канаду, але, не знайшовши її і там, поверталися додому. Велика кількість містечкової бідноти займалась дрібною торгівлею. В 1913 році у Волочиську налічувалося понад 190 приватних крамниць, три склади землеробських знарядь і кілька десятків заїжджих дворів.
Освіта до революції у Волочиську знаходилася на низькому рівні. У 1913 році тут працювали: двокласна школа, перетворена в 1905 році з однокласної, в якій навчалося 208 дітей, однокласна школа, відкрита на ст. Волочиськ у 1897 році, і парафіяльна школа грамоти.
У цьому році на освіту для двокласної і однокласної шкіл держава відпустила лише 2 440 карбованців. Велику кількість грошей за навчання дітей доводилося платити батькам.
Охорона здоров‘я жителів Волочиська до революції була фактично відсутня. Лікарні в містечку не було. В 1913 році тут нараховувалось лише приватних чотири фельдшери, п‘ять зубних лікарів і техніків, які за лікування брали велику плату, і чотири повивальні бабки.
З культурних закладів у Волочиську в 1913 році працювали клуб, кінотеатр, дві бібліотеки і три книжкові магазини. Клуби і бібліотеки були платними, тому що ними могли користуватися тільки багаті люди.
До початку першої світової війни тут стояли 12-й драгунський Стародубський полк, 3-й Оренбурзький козачий полк і 19-та прикордонна Волочиська бригада.
В першу світову війну Волочиськ перебував у прифронтовій зоні, іноді бої проходили на його території. В 1914 році біля Волочиська в заплаві ріки Збруч австрійці завдали поразки російським військам, знищивши майже всю гвардійську кавалерію.
22 — 23 листопада 1915 року у Волочиську побував В. І. Чапаєв, який проходив службу унтер-офіцером в 326-у Білогвардійському піхотному полку. Тут він переночував і з однополчанами вирушив на фронт.
У квітні 1916 року у Волочиську перебував генерал Брусилов, який в першу світову війну командував Південно-Західним фронтом. 5 квітня 1916 року він у Волочиську провів нараду командуючих арміями Південно-Західного фронту. На цій нараді командуючі арміями одержали завдання енергійного наступу проти австро-німецьких військ. В результаті, він увійшов в історію під назвою: «Брусиловський прорив». Під час цього прориву, який став переломним в ході війни, противник втратив біля 2 мільйонів чоловік, у тому числі понад 1,5 мільйона вбитими і пораненими і 450 тисяч полонених та велику кількість зброї.
Після провалу наступу влітку 1917 року, затіяного Тимчасовим урядом, який виступив за продовження імперіалістичної війни, розпочатої царизмом, російські війська під натиском противника почали відступати. Реакція розставила застави в тилу фронту, щоб не допустити відступу солдат. Їх під силою зброї примушували йти в наступ, на певну смерть, бо сили противника значно переважали. Начальник постачання фронту 9 липня наказав негайно посилити козацькі застави 6-ї Донської козачої дивізії у Волочиську, оточити станцію і затримувати підступаючих. Для цього сюди направили з фронту три сотні 40-го Донського козачого полку і кулеметну команду. Каральні загони влаштовували безчинства над відступаючими солдатами.
Весною 1918 року селяни Волочиська і всієї Волочиської волості відмовились брати участь в польових роботах на поміщицьких полях та обробляти влітку цукрові плантації. Власті намагалися силою примусити їх працювати.
15 липня 1918 року розпочався всеукраїнський залізничний страйк. Застрайкували тоді ж і волочиські залізничники. Велика залізнична магістраль була на довгий час паралізована. Страйкарі захопили у свої руки станційний телеграф і намагалися встановити зв‘язок з іншими страйкарями.
Незважаючи на репресії німецьких властей, волочиські залізничники стійко і організовано продовжували страйкувати. Страйк прийняв затяжний характер. Німці змушені були викликати машиністів паровозів з Німеччини і Польщі.
Страйкуючих волочиських залізничників підтримали селяни сіл Авратина, Гальчинець, Єлизаветполя, Новоіванівки і Ожиговець, які 23 липня із зброєю в руках виступили проти німецько-гетьманської влади і поміщиків. Збройним повстанням керував селянин с. Авратина М. Бгай, делегат селянського з‘їзду в Києві. Повсталі селяни вбили начальника Старокостянтинівської повітової гетьманської варти, перебили його загін і весь склад авратинської і базалійської варти, які їздили по селах, били селян і вимагали від них великі суми грошей за розгром поміщицьких маєтків. Для придушення повстання 26 липня в район Авратина прибуло із Волочиська і Проскурова два ешелони австрійських військ з артилерією.
Без всякого суду були розстріляні багато мирних жителів. Проти звірячих дій нових інтервентів піднялися на повстання селяни всієї Волочиської волості, з якими білополяки жорстоко розправились. Як повідомляла 10 березня 1920 р. газета «Украинская беднота», за спробу повстання, білополяки спалили біля Волочиська 18 сіл. Багато людей було вбито.
В період битви під Волочиськом на околиці містечка в старому окопі розміщався штаб 8-ї кавалерійської Червонокозачої дивізії. Звідси комдив В, М,Примаков спостерігав та керував боєм.
24 липня радянські війська в районі Волочиська форсували р. Збруч і, прорвавши ворожі укріплення, перейшли в наступ, визволяючи на своєму шляху міста і села Галичини з-під гніту польської шляхти.
У вересні 1920 року радянські війська під натиском переважаючих військ Пілсудського і армії Петлюри стали відступати. 18 вересня банда Тютюнника вийшла в тил радянських військ і захопила Волочиськ. Після дуже важкого маршу ввечері 20 вересня у Волочиську з'єдналася червонокозача дивізія з полками 60-ї дивізії. Тут знову точилися бої протягом тижня. Радянські війська під натиском білополяків і петлюрівських загонів змушені були залишити Волочиськ і відступити далі на схід.
За мирним договором з панською Польщею Волочиськ залишався радянським, але він був під контролем Петлюри.
Кавалерійська бригада Котовського разом з Червоними козаками розбила 21 листопада 1920 року у Волочиську війська Петлюри і 3-тю армію Врангеля.
В розкішних палацах графа Л. Ледоховського, якого розстріляли під час революції були розміщені дитячий будинок, школа, культурно-освітні і державні установи.
У березні 1923 року Волочиськ став центром Волочиського району, утвореного з Волочиської, Маначенської і частини Авратинської та Купільської волостей Староконстянтинівського повіту.
В зв'язку з тим, що містечко Волочиськ знаходилося на близькій відстані від кордону райцентр був розміщений на станції Волочиськ в с. Фрідрихівці, яке пізніше було перейменоване на Волочиськ і тепер злилося з старим Волочиськом.
Внаслідок репресивних методів колективізації у Волочиському районі протягом 1930—1931 років були розорені не тільки заможні господарства, а й господарства значної частини середняків, яким не під силу було витримати «тверді» завдання по хлібопоставці. Сотні вмілих, старанних господарів потрапили до таборів ГУЛАГу, а їх сім'ї були вивезені до сибірських спецпоселень.
В 1929 році у Війтівцях була заснована одна з перших на правобережній Україні МТС, а в жовтні 1932 року організовується Волочиська МТС.
Вагомими були трудові здобутки хліборобів району в 1937 році. Тоді вони зібрали найвищий в Кам'янець-Подільській області урожай зернових — по 17,6 цнт, а цукрових буряків — по 351 цнт.
За одержання найвищого в Україні урожаю солодких коренів, комісія Наркомзему СРСР вручила Волочиському району Перехідний червоний прапор Головцукру.
Великих успіхів досягли промислові підприємства. Цукровий завод було реконструйовано, обладнано новими машинами і апаратурою. В 1940 році він уже випускав за добу 1400 цнт цукру. Цегельний завод збільшив виробництво продукції з 2 млн штук цегли в 1928 році до 4 млн у 1940 році. Крім того працювала дзеркальна фабрика, маслозавод, електростанція.
В містечку працювало 8 підприємств побутового обслуговування і громадського харчування, кілька магазинів. Діяла лікарня на 40 ліжок, поліклініка, пологовий будинок, жіноча і дитяча консультації, фельдшерський пункт, аптека.
Дальшого розвитку набула освіта й культура. Серед дорослого населення було повністю ліквідовано неписьменність, працювали дві початкові, семирічна, а з 1934 р. — середня школи, будинок піонерів. В 1940 році діяли 3 дитячі садки.
В 1932 року було відкрито сільськогосподарський технікум, який готував молодших агрономів і зоотехніків. Згодом його перевели в с. Дзеленці. До послуг жителів був будинок культури, кінотеатр і 4 клуби.
В 1934 році відкрилась районна бібліотека для дорослих, а в 1937 районна дитяча бібліотека. З 1 березня 1930 року почала виходити газета «Прикордонний комунар» (сьогодні газета «Зоря»).
Важким випробуванням для нашого краю стала Друга світова війна.
В окупаційний період Великої Вітчизняної війни Волочиський район входив до складу Проскурівського гебіткомісаріату. Площа району складала 633 км.кв., населення — 44942 особи.
```
Із оголошенням загальної мобілізації до армійських лав влилося понад 4,5 тисячі жителів Волочищини. До початку липня 1941 року тут проходили важкі оборонні бої.
```

З липня 1941 року у Волочиськ вступили німецькі війська. Було встановлено окупаційний режим, який зберігся до березня 1944 року. В серпні 1942 року на околиці м. Волочиськ було розстріляно 8634 чол. єврейської національності.
```
Окупантами повністю або частково спалено 16 сіл сучасної Волочищини, окремі із них вщент –  Канівка, Лозова, Ріпна. Майже 4 тис. жителів району вивезено на примусові роботи в Німеччину, понад 9 тис. людей закатовано загарбникам. Мирне населення Волочищини зазнало важких поборів, економічного та морального тиску. Зруйновано, спалено та підірвано вибухівкою школи, бібліотеки, аптеки, лікарні, будівлі 2-ох вокзалів, народного суду, Держбанку, райфінвідділу, пошти, радіовузла, магазини, потребкооперації, зерносховища, будівлі райвиконкому тощо. Жителі району чинили опір окупантам у складі підпільних груп та партизанських загонів.
```

У березні 1944 року район визволено від загарбників військами I-го Українського фронту під час Проскурівсько-Чернівецької наступальної операції. Безмертною славою вкрили себе визволителі — Герої Радянського Союзу Григорій Чесак, Василь Доронін, Микола Худяков, Олександр Ушаков, Олександр Жилін, Ілля Хахерін, закатована нацистами молодший лейтенант медслужби Галина Гордієвич, а також щонайменше 2,5 тис. солдатів та офіцерів, що знайшли свій останній спочинок на волочиській землі, та 6390 наших земляків, що не повернулися з фронту. 4-ом уродженцям краю — Адаму Атаману (с. Видава), Арсенію Мальону (с. Гречана), Цезару Малиновському (с. Купіль), Павлу Скалацькому (с. Кривачинці) за бойові подвиги присвоєно звання Героїв Радянського Союзу. Саме за ініціативи жителів Волочищини в області розпочато збір коштів на формування танкової колони «Радянське Поділля».
Із перших днів визволення від нацистських окупантів жителі Волочищини з великим ентузіазмом працювали для відбудови району. За виробничі успіхи район та окремі підприємства неодноразово нагороджувалися перехідним Червоним Прапором обкому та облвиконкому. Волочищину тоді очолювали перший секретар райкому КПУ Іван Федотович Левченко та голова виконкому районної Ради депутатів трудящих Кирило Львович Бедзюра.
В адміністративно-територіальному поділі Волочиського району періодично відбувалися зміни. У 1946 році землі окремих сільських рад належали до Базалійського, Сатанівського, Чорноострівського та Гвардійського районів.
У 1950-их республіканського значення набув колгосп «Авангард» в с. Лонки, очолюваний Героєм Соціалістичної Праці Антоном Йосиповичем Андрієвським. У 1951 р. Указом Президії Верховної Ради СРСР за високі досягнення у колгоспному виробництві 40 кращих трудівників колгоспу було нагороджено урядовими відзнаками. Славні традиції перейняли трударі наступного покоління. У 1981 р. бригадиру механізованої ланки лонковецького колгоспу Станіславу Йосиповичу Примуду було присвоєно звання Героя Соціалістичної Праці.
```
Гордістю волочиського краю був створений у 1950 р. колгосп «Червона зірка», що об’єднував м. Волочиськ-1, сс. Копачівка, Мислова та Лозова. За високі врожаї цукрових буряків голова колгоспу Георгій Феофанович Целех був удостоєний звання Героя Соціалістичної Праці.
```

```
В лютому 1954 року Кам’янець-Подільську область перейменовано на Хмельницьку. У 1956 році Волочиськ, об’єднавшись із населеним пунктом Волочиськ-2 (колишньою Фридріхівкою), отримує статус селища міського типу.
```

В 1955 р. на залізничній станції Наркевичі розпочав роботу новостворений цукровий завод, що зіграв вирішальну роль в історії розбудови та успіху селища.
В грудні 1962 року за новою адмінреформою в області створено 10 районів. До Волочиського району належали смт Базалія, Волочиськ і Теофіполь, сільради Волочиського та колишнього Мануїльського районів, а також окремі сільради Чорноострівського району. Чисельність жителів сягала 123 тисяч осіб. У грудні 1966 року відновлено Теофіпольський район, і відповідно, окремі населені пункти виведені з підпорядкування Волочиського району. У 1967 році кількість жителів Волочищини складала понад 80 тис. осіб.
Найбільших успіхів Волочиський район досягнув у розбудові промисловості та сільського господарства за період 1965—1972 р., коли першим секретарем райкому партії працював Макар Іванович Починок.
У цей період стали до ладу завод «Номінал», плодоконсервний завод, швейна фабрика, 2 цегельні заводи, зерноелеватор, оптовий цех харчокомбінату, завод металовиробів, база пересувної механізованої колони, комбінат побутового обслуговування населення «Ювілейний», маслосирзавод, комбінат громадського харчування, хлібокомбінат, підприємство «Сільгосптехніка», машинолічильна станція для механізованого обліку. Велику увагу керівництво району приділяло соціальній сфері. За ініціативи М.Починка збудовано районну бібліотеку, кінотеатр «Україна», відкрито музичну школу, СПТУ № 5, 2 дитячі садки, нову поліклініку, готель, районний універмаг, ресторан «Золотий колос», Будинок зв'язку, дво- та триповерхові будинки, добудовано середню школу № 1. За цей період часу Волочиськ було газифіковано, проведено каналізацію та водопровід, розпочав роботу потужний телеретранслятор і радіостанція.
Стрімкий соціально-економічний розвиток селища Волочиськ відкривав непогані перспективи для населеного пункту. Указом Президії Верховної Ради УРСР від 09 жовтня 1970 року Волочиськ віднесено до міст районного підпорядкування із включенням до його смуги села Користова.
У 1965 році за досягнуті успіхи в підвищенні врожайності, збільшенні виробництва і заготівель цукрових буряків М. І. Починку присвоєно звання Героя Соціалістичної Праці.
В 1971 р. засновано Волочиський машинобудівний завод, як філіал Запорізького моторобудівного заводу — єдиного в УРСР підприємства по виробництву та ремонту двигунів для літаків та вертольотів різних модифікацій. Колективом заводу зроблено потужний внесок у досягнення високих промислових показників району, капітальне будівництво та благоустрій Волочиська. Ці успіхи пов'язані з ім'ям директора підприємства у 1973—1988 р. В'ячеслава Олександровича Богуслаєва (в подальшому — голови правління та генерального директора ВАТ «Мотор-Січ», доктора технічних наук, Героя України, депутата Верховної Ради України 3-ох скликань).
У 1972—1985 р. першим секретарем райкому КПУ працював Іван Миколайович Серветник. За цей період збудовано швейну фабрику, ресторан і готель «Дружба», будинок побуту «Поділля», нову будівлю районного будинку культури, відкрито художню школу, середню школу № 5, завод металовиробів, елеватор, приміщення Будинку Рад, два дитсадки по 240 місць, здано в експлуатацію шляхи із твердим покриттям, приміщення ферм, комплексів по відгодівлі великої рогатої худоби, понад 1 тис. квартир і розпочато будівництво першої дев'ятиповерхівки, відкрито сільські будинки культури, школи, їдальні, реконструйовано Наркевицький цукровий завод, У 1972 р. за вирощування цукрових буряків без затрат ручної праці за прогресивними технологіями ланковий механізованої ланки колгоспу «Зоря» с. Писарівка Михайло Григорович Концевич отримав звання Героя Соціалістичної Праці, а 1977 р. був нагороджений Державною премією УРСР.
Серед творців історії району вагоме місце посідає Віктор Никифорович Султан, який понад два десятиліття, із 1977 по 1998 р., займав керівні посади голови райвиконкому, першого секретаря райкому партії, представника Президента України у Волочиському районі, голови районної ради та голови райдержадміністрації.
Із 1985 по 1992 р. головою Волочиського райвиконкому успішно працював Вілік Микитович Процуха. Саме завдяки його особистим організаторським здібностям та наполегливості у 1985 р. розпочато масову газифікацію району.
Волочисьці із честю виконували свій громадянський обов'язок у найскладніші моменти історії держави. 132 військовослужбовці брали участь у війні в Афганістані (7 із них загинуло), близько 200 наших земляків працювало на ліквідації наслідків аварії на Чорнобильській АЕС.
Волочищина пережила усі складнощі та звивисті повороти новітньої української історії після проголошення Незалежності України. Економічний спад тривав, поки йшли процеси акціонування, пошуки інвесторів та ринків збуту. Район у цей час вступив у складний період реформування громадсько-політичного життя, створення ринкової економіки, демократизації суспільних відносин.
Із 1992 по 1994 роки існувала посада представника Президента України у Волочиському районі. Відповідно до Указу глави держави від 24 липня 1995 р. створено Волочиську районну державну адміністрацію. У 1998 р. рішенням сесії Волочиської районної ради частину повноважень було делеговано райдержадміністрації.
У період Незалежності інтереси територіальних громад району представляв орган місцевого самоврядування — Волочиська районна рада, а також відповідні міська, селищна та сільські ради, успіх роботи яких обумовлений активністю та високим професіоналізмом депутатського корпусу, комплексним підходом до вирішення назрілих проблем та перспективних питань життєдіяльності. Саме від депутатів залежало прийняття доленосних рішень щодо започаткування, створення та будівництва освітніх, культурних та медичних закладів, виділення коштів на покращення матеріально-технічної бази соціальної сфери, розвитку територіальних громад.
У нашому краї зросло нове покоління патріотів, сумлінність якого, перемножена на досвід попередників, у підсумку дала надію на зростання району, його поступальний розвиток, нові здобутки. Значну роль у цьому зіграв високий фаховий рівень керівників району, котрим вдалося запобігти багатьом економічним негараздам, здійснити суттєві заходи для поліпшення соціально-економічного розвитку Волочищини. Серед них — голови районної державної адміністрації Віктор Францович Коцемир, Віктор Вікторович Дворнік, Володимир Іванович Богославець, Ігор Миколайович Добжанський, Володимир Миколайович Сергійчук; голови районної ради Вілік Микитович Процуха, Надія Борисівна Рущак, Володимир Миколайович Сергійчук, Леонід Іванович Шиманський, Сергій Миколайович Пазюк.
Досвід роботи у районній раді дозволив депутатам Д. В. Береговому, С. П. Лабазюку, В. М. Чубару, С. В. Зозулі, А. М. Саланському успішно представляти інтереси Волочищини в обласній раді. Важливою подією стало обрання депутатів районної ради Миколи Миколайовича Ярчука (І скликання), В. О. Богуслаєва (V—VIII скликання) та С. П. Лабазюка (VII—VIII скликань) депутатами Верховної Ради України.
Про багаторічну діяльність обранців громад, їх вклад у розвиток району йдеться у книзі «Волочиська районна рада: поступ у незалежній Україні», що підготовлена та видана районною радою у 2017 р.
На родючі землі Волочиського краю прийшла нова генерація господарників, котра не залишається осторонь усіх болючих питань та викликів. Флагманом промисловості Хмельниччини є Волочиський машинобудівний завод ПАТ «Мотор Січ» (м. Запоріжжя). Далеко за межами району відома продукція ТОВ «Агробізнес», ТОВ «Наркевицький цукровий завод», філії Цегельний завод ТОВ «Тернопільбуд», ТОВ «Волочиський цегельник», ТОВ ВКФ «Продрезерв». Слід відзначити сільськогосподарські підприємства, котрі вирізняються високими показниками господарської діяльності, залишаються небайдужими до життя трударів, надають потужну підтримку для розбудови району — ПП «Аграрна компанія-2004» групи компаній «VITAGRO», ТОВ «Волочиськ-Агро» агропромхолдингу «Астарта-Київ», ТОВ «Енселко-Агро», «Агро-Юг-В», «Робімакс-Агро», «Птахофабрика Волочиська», Агрофірми «Подільська зернова компанія», а також фермерські господарства. Вагоме місце в соціально-економічному розвитку району займає малий та середній бізнес.
За роки Незалежності спільними зусиллями влади, підприємств та організацій, меценатів, інвесторів, а також усіх трудівників проведено велику роботу для розбудови району: електрифіковано залізничну дільницю Гречани — Підволочиськ, здійснено реставрацію вокзалів та всього привокзального господарства; реконструйовано та капітально відремонтовано практично всі відділення Центральної районної лікарні, здано в експлуатацію районну поліклініку; побудовано загальноосвітні школи у смт Війтівці, сс. Бальківці і Щаснівка, ряд дошкільних навчальних закладів, медико-соціальний центр-інтернат для ветеранів та інвалідів війни і праці в с. Лонки, Центр ранньої соціальної реабілітації дітей-інвалідів, які хворіють на ДЦП, бальнеологічний санаторій «Райдуга» та Музей Бойової Слави ПАТ «Мотор-Січ», молодіжно-спортивну базу відпочинку «Ровесник» Волочиського машинобудівного заводу у с. Вільшани, збудовано водопровідну насосну станцію другого підйому, проведено реконструкцію площі Центральної у Волочиську, капітально відремонтовано стадіон «Юність», обрядову залу РБК «Гармонія», десятки закладів соціальної сфери, завершено газифікацію населених пунктів, капітальне будівництво автомобільної дороги місцевого значення Волочиськ-Зайчики, створено Центр надання адміністративних послуг, збудовано та капітально відремонтовано ряд пам'ятників для вшанування подій та постатей вітчизняної історії, відновлено мережу релігійних споруд, проведено благоустрій вулиць та відпочинкових зон населених пунктів. І це далеко не вичерпний перелік!
В останні роки державою взято курс на децентралізацію влади, проведення адміністративно-територіальної реформи. 13 серпня 2015 року Хмельницькою обласною радою прийнято рішення про утворення Волочиської міської, Війтовецької та Наркевицької селищних об'єднаних територіальних громад. При цьому до складу району нині входить 5 сільських рад (Богданівська, Купільська, Новогреблівська, Поповецька та Холодецька).
Із квітня 2014 року по сьогодні патріоти Волочиського району беруть участь у бойових діях на Сході України, стоять на захисті Незалежності. Назавжди у пам'яті краян залишаться уродженці району, які віддали життя за наше мирне небо — Вадим Вернигора, Олександр Черниченко, Юрій Солтис, Павло Король, Роман Джерелейко (м. Волочиськ), Василь Шестак (с. Соломна), Микола Іськов (с. Пахутинці), Олександр Павенський (с. Завалійки), Олег Суприкін (смт Наркевичі), Ігор Мединський (с. Писарівка), Геннадій Вегера (с. Курилівка). За мужність та героїзм 18 військовослужбовців із Волочищини отримали державні нагороди. Ще троє героїв-земляків отримали такі відзнаки посмертно. У Волочиському районі розгорнувся масовий волонтерський рух для збору допомоги військовослужбовцям Збройних Сил України.
Історія доводить: наш край здатний боротися у найскладніші переломні періоди. І запорукою цього є сила духу, незламність та працелюбність його жителів.

## Населення
Розподіл населення за віком та статтю (2001):
| Стать | Всього | До 15 років | 15-24 | 25-44 | 45-64 | 65-85 | Понад 85 |
| --- | ------ | ----------- | ----- | ----- | ----- | ----- | -------- |
| Чоловіки | 27 405 | 5199        | 3543  | 8014  | 7056  | 3471  | 122      |
| Жінки | 33 370 | 5026        | 3468  | 8138  | 8671  | 7329  | 738      |
| \| Статево-вікова піраміда \| Статево-вікова піраміда \| Статево-вікова піраміда \| \| ----------------------- \| ----------------------- \| ----------------------- \| \| Чоловіки \| Вік \| Жінки \| \| 122 \| 85 + \| 738 \| \| 240 \| 80-84 \| 934 \| \| 754 \| 75-79 \| 1968 \| \| 1310 \| 70-74 \| 2534 \| \| 1167 \| 65-69 \| 1893 \| \| 1850 \| 60-64 \| 2618 \| \| 1414 \| 55-59 \| 1717 \| \| 1732 \| 50-54 \| 2053 \| \| 2060 \| 45-49 \| 2283 \| \| 2094 \| 40-44 \| 2235 \| \| 1982 \| 35-39 \| 1990 \| \| 1939 \| 30-34 \| 1937 \| \| 1999 \| 25-29 \| 1976 \| \| 1683 \| 20-24 \| 1736 \| \| 1860 \| 15-20 \| 1732 \| \| 2169 \| 10-14 \| 2023 \| \| 1718 \| 5-9 \| 1716 \| \| 1312 \| 0-4 \| 1287 \| |        |             |       |       |       |       |          |
| Статево-вікова піраміда |        |             |       |       |       |       |          |
| Чоловіки | Вік    | Жінки       |       |       |       |       |          |
| 122 | 85 +   | 738         |       |       |       |       |          |
| 240 | 80-84  | 934         |       |       |       |       |          |
| 754 | 75-79  | 1968        |       |       |       |       |          |
| 1310 | 70-74  | 2534        |       |       |       |       |          |
| 1167 | 65-69  | 1893        |       |       |       |       |          |
| 1850 | 60-64  | 2618        |       |       |       |       |          |
| 1414 | 55-59  | 1717        |       |       |       |       |          |
| 1732 | 50-54  | 2053        |       |       |       |       |          |
| 2060 | 45-49  | 2283        |       |       |       |       |          |
| 2094 | 40-44  | 2235        |       |       |       |       |          |
| 1982 | 35-39  | 1990        |       |       |       |       |          |
| 1939 | 30-34  | 1937        |       |       |       |       |          |
| 1999 | 25-29  | 1976        |       |       |       |       |          |
| 1683 | 20-24  | 1736        |       |       |       |       |          |
| 1860 | 15-20  | 1732        |       |       |       |       |          |
| 2169 | 10-14  | 2023        |       |       |       |       |          |
| 1718 | 5-9    | 1716        |       |       |       |       |          |
| 1312 | 0-4    | 1287        |       |       |       |       |          |

Національний склад населення за даними перепису 2001 року:
| Національність | Кількість осіб | Відсоток |
| -------------- | -------------- | -------- |
| українці       | 58002          | 95,70 %  |
| поляки         | 1464           | 2,42 %   |
| росіяни        | 886            | 1,46 %   |
| білоруси       | 62             | 0,10 %   |
| молдовани      | 33             | 0,05 %   |
| інші           | 163            | 0,27 %   |

Мовний склад населення за даними перепису 2001 року:
| Мова       | Кількість осіб | Відсоток |
| ---------- | -------------- | -------- |
| українська | 59679          | 98,46 %  |
| російська  | 800            | 1,32 %   |
| польська   | 29             | 0,05 %   |
| білоруська | 20             | 0,03 %   |
| вірменська | 20             | 0,03 %   |
| інші       | 62             | 0,10 %   |

2004 року у районі налічувалося 58,9 тисяч мешканців.
Станом на 2015 рік мешкало 52 023 осіб, з них міського населення — 21 936, сільського — 30 087 осіб.

## Політика
25 травня 2014 року відбулися Президентські вибори України. У межах Волочиського району була створена 81 виборча дільниця. Явка на виборах складала — 70,99 % (проголосували 30 449 із 42 890 виборців). Найбільшу кількість голосів отримав Петро Порошенко — 51,88 % (15 797 виборців); Юлія Тимошенко — 19,93 % (6 069 виборців), Олег Ляшко — 13,69 % (4 168 виборців), Анатолій Гриценко — 4,74 % (1 442 виборців). Решта кандидатів набрали меншу кількість голосів. Кількість недійсних або зіпсованих бюлетенів — 0,93 %.

## Пам'ятки
- Пам'ятки історії Волочиського району
- Пам'ятки архітектури Волочиського району

## Почесні громадяни Волочиського району
- Іськов Микола Анатолійович (1971—2016) — старшини Збройних сил України, учасник російсько-української війни[5].